# Antônio Henrique Bittencourt Cunha Bueno
Antônio Henrique Bittencourt da Cunha Bueno GOIH • ComMM (São Paulo, 17 de junho de 1949 – São Paulo, 22 de janeiro de 2024) foi um economista e político brasileiro filiado ao Progressistas (PP) que exerceu, entre os anos de 1975 e 2003, sete mandatos consecutivos de deputado federal por São Paulo.

## Biografia
Filho de Antônio Sílvio Cunha Bueno e Edy Bittencourt Cunha Bueno. Formado em Economia na Universidade Mackenzie, foi corretor de seguros até iniciar carreira política em virtude da cassação de seu pai pelo Ato Institucional Número Cinco em 16 de janeiro de 1969. Filiado à ARENA foi eleito deputado estadual em 1970 e deputado federal em 1974 e 1978 afastando-se para assumir a Secretaria de Cultura no governo Paulo Maluf ingressando a seguir no PDS pelo qual foi reeleito em 1982, 1986 e 1990 superando então os quatro mandatos de seu pai. Nas eleições de 2002 foi candidato ao senado por São Paulo, não sendo eleito.
Nesse período foi presidente do diretório estadual do PDS e no exercício de seu mandato parlamentar ausentou-se da votação da Emenda Dante de Oliveira em 1984 e votou em Paulo Maluf no Colégio Eleitoral em 1985 e como participante da Assembleia Nacional Constituinte aprovou uma proposta na Constituição de 1988 segundo a qual haveria em 1993 um plebiscito para definir a forma e o sistema de governo vigentes no país no qual o eleitorado manteve a república presidencialista, não obstante presidisse o Movimento Parlamentarista Monárquico e tivesse o apoio de Pedro de Alcântara Gastão de Orléans e Bragança.
Em 1987, Cunha Bueno foi admitido à Ordem do Infante D. Henrique pelo presidente Mário Soares de Portugal no grau de Grande-Oficial especial. Em 1995, foi admitido por Fernando Henrique Cardoso à Ordem do Mérito Militar no grau de Comendador especial.
Genro do político pernambucano Nilo Coelho, votou pelo impeachment de Fernando Collor em 29 de setembro de 1992 filiando-se sucessivamente ao PPR e PPB reelegendo-se deputado federal em 1994 e 1998, é mais conhecido por ter sido o parlamentar que propôs a realização do plebiscito - realizado em 1993 - que deliberaria acerca da forma e do sistema de governo do Brasil após a redemocratização e a promulgação da constituição de 1988..
Morreu em 22 de janeiro de 2024, aos 74 anos, vitimado por uma insuficiência renal, doença que enfrentava há três anos.